# Mimas tiliae
La sfinge del tiglio (Mimas tiliae (Linnaeus, 1758)) è un lepidottero appartenente alla famiglia delle Sfingidi.

## Descrizione

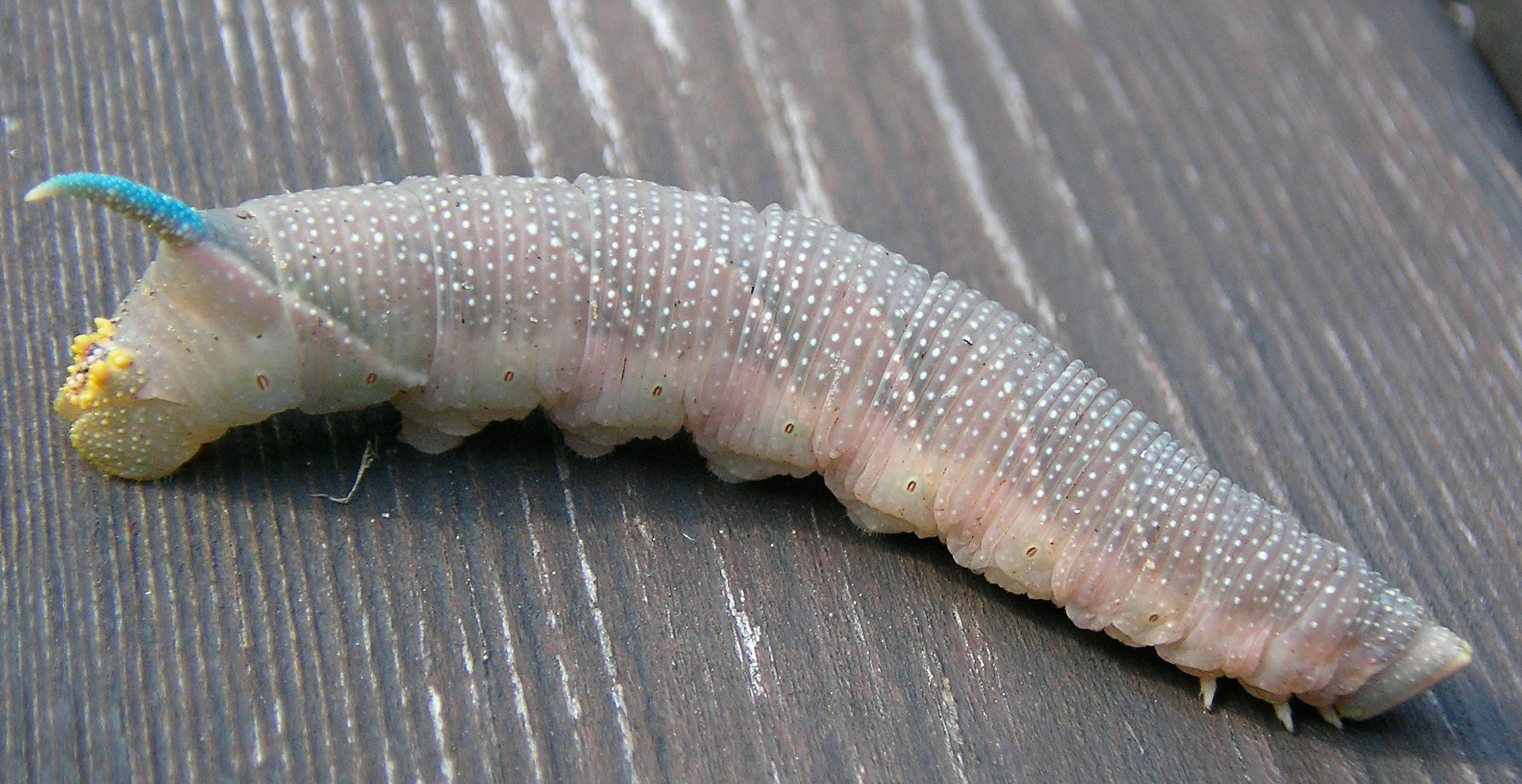
Bruco fotografato presso Askersund (Svealand, Svezia)

L'apertura alare oscilla tra i 5,5 e i 7 cm. Le ali anteriori hanno una forma caratteristica, con i bordi simili a quelli di una capasanta; il colore di fondo è un bruno rosato, più scuro verso i margini e con due macchie centrali verdi o marroni, di dimensioni e forma variabili (a volte unite in un'unica banda). Le ali posteriori sono più semplici, di colore marrone o grigio sfumato. Gli adulti presentano un marcato dimorfismo sessuale: le femmine sono un po' più grandi, dai colori meno vividi e più tendenti al bruno, mentre nei maschi tendono decisamente al verde; diverso è anche l'addome, che nelle femmine è ben dritto, gonfio e corto, mentre nei maschi è più snello e nettamente arcuato. 
È una specie di taglia e colorazione molto variabili, comunque inconfondibile rispetto alle altre sfingidi; sono registrate diverse forme, tra cui:
- f. brunnea: di colore marrone-rosso e mattone[8][7]
- f. centripunctata: al posto delle due macchie scure sull'ala anteriore vi è un solo piccolo puntino[8]
- f. lutescens: colore di fondo giallo[7]
- f. montana: più scura, tipica delle altitudini elevate o dei climi freddi[7]
- f. obsoleta: macchie scure sull'ala anteriore assenti[7]
- f. pallida: colore di fondo grigio[7]
- f. tiliae: le due macchie scure dell'ala anteriore sono unite da uno stretto segmento[7]
- f. transversa: le due macchie scure dell'ala anteriore formano un'unica banda ben compatta[7]
- f. virescens: colore di fondo verde[7]

Le uova sono di forma ovale, color verde pallido, marroncino dopo alcuni giorni, grandi 1,75x1,4 mm. I bruchi sono solitamente verdi, con striature o macchie gialle o rosse ai lati e un corno blu sul retro; maturando, il colore vira verso un grigio, marroncino o violetto piatto; alla nascita, il bruco misura circa 6 mm, mentre nelle fasi finali può raggiungere i 55-65 mm. La pupa è lunga 30-35 mm, marrone scuro leggermente tendente al rossiccio.

## Biologia

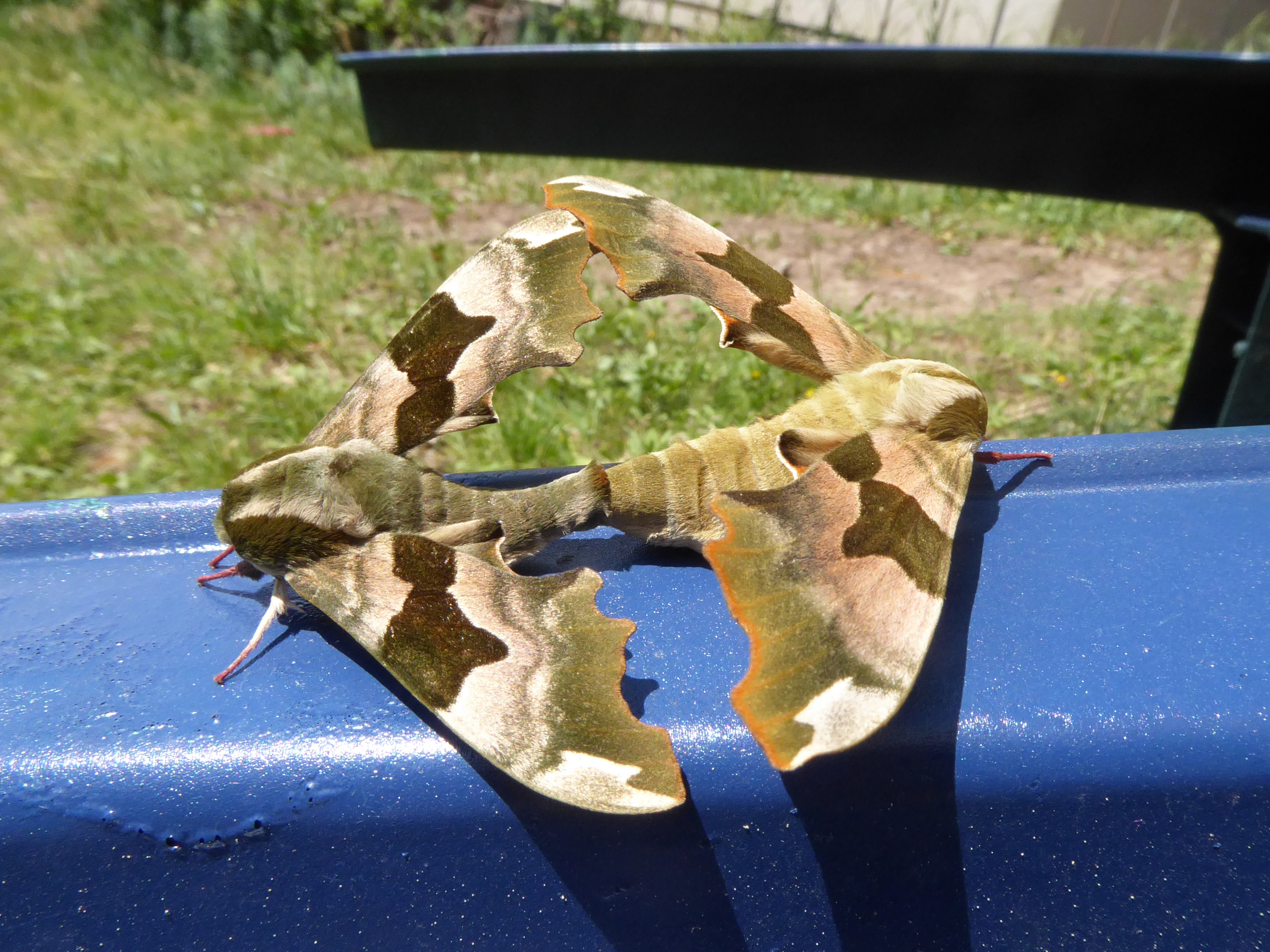
Esemplari in accoppiamento fotografati a Piazzo (Trentino-Alto Adige, Italia)

Come si evince dal nome, la pianta ospite prediletta da questa falena è il tiglio, ma si riproduce anche su frassino, olmo, betulla, ontano, ciliegio, castagno e acero. Gli adulti non si nutrono; il loro orario di attività è ridotto, limitato a solo un paio d'ore dopo il tramonto, e sono spesso attratti dalla luce. In Europa settentrionale, dove il ciclo vitale è univoltino, appaiono da fine maggio a inizio giugno, mentre in Europa meridionale, dove è bivoltino, a maggio e ad agosto.
Gli adulti sostano generalmente in alto sugli alberi, dove avviene anche l'accoppiamento; nella copula, le due falene si mettono addome contro addome, con il maschio rivolto verso il basso, e rimangono in questa posizione per anche venti ore. La femmina depone fino a 130 uova, che sono già formate quando sfarfalla, sul lato inferiore delle foglie della pianta ospite, generalmente a coppie; esse si schiudono dopo circa due settimane, e i bruchi rimangono a nutrirsi nella parte alta della chioma. In autunno, a maturazione raggiunta, discendono al suolo e cercano un luogo in cui impuparsi nel terreno, svernando in questa forma.
La sfinge del tiglio è bersaglio di alcuni parassitoidi: gli icneumonidi Callajoppa cirrogaster, Lymantrichneumon disparis, Pimpla hypochondriaca e Pimpla illecebrator, i braconidi Microplitis ocellatae e Aleiodes praetor, e i tachinidi Compsilura concinnata, Pales pavida e Winthemia cruentata.

## Distribuzione e habitat
È una specie a distribuzione paleartica, documentata in Europa, Africa settentrionale e Asia centrosettentrionale. Per quanto riguarda l'Europa, la sua presenza è attestata in pressoché tutta la parte continentale, in Gran Bretagna, Sicilia e forse in Irlanda, mentre è assente dalle altre isole maggiori. È una specie comune in boschi e aree suburbane come parchi e giardini.